# Параскевиот
Параскевиот (на средногръцки: Παρασκενιώτης) е персонаж от „Алексиада“ на Анна Комнина, където е посочен като тъмничаря, на когото е поверено да пази водача на богомилите Василий Врач, докато тече следствието и процесът срещу него, и който впоследствие свидетелствал за демонични събития, случили се по време на затворничеството на богомислския ересиарх.
Анна Комнина разказва, че докато траел процесът срещу Василий Врач, Праскевиот бил негов пазач, който трябвало да следи Врач да не общува с други лица, за де не ги привлича към богомилството. По-късно Параскевиот разказал под страшна клетва за демоничните събития, на които станал свидетел, докато охранявал стареца. Параскевиот описал страшен трясък от падащи камъни, които се изсипали върху керемидите и по земята, като камъните хвърчали един след друг, без никой да ги хвърля. Едновременно с това се случил и силен земетръс, от който земята се разтреперила, а покривите заскърцали. Първоначално тъмничарят запазил самообладание и кураж, но когато видял как камъните падат, а еретикът през това време си бил влязъл вътре и си стоял съвсем спокойно, Параскевиот разбрал, че случващото се е дяволска работа, и решил да бяга, „пък каквото ще да става“.